# كارل كلوغ
كارل كلوغ (بالألمانية: Karl Klug)‏ (8 أبريل 1925 - 11 يناير 1971 في ألمانيا) هو لاعب كرة قدم ألماني في مركز الهجوم، شارك في الألعاب الأولمبية الصيفية 1952.

## وصلات خارجية
- كارل كلوغ على موقع أوليمبيديا (الإنجليزية)